# Barje Studenčište
Barje Studenčište (makedonsko Студенчишко Блато – Studenčiško blato) je zadnji ostanek nekdaj obsežnega mokrišča na vzhodni obali starodavnega Ohridskega jezera v Severni Makedoniji. Je tudi zadnje večje mokrišče ob obali Ohridskega jezera  in eno od sedmih močvirij z reliktnimi združbami, ki še vedno obstajajo v Severni Makedoniji. Z več tisočletji naravne zgodovine je to območje ključnega pomena za ohranjanje in je del mokrišča Ohridskega jezera mednarodnega pomena v skladu z Ramsarsko konvencijo.

## Rastlinstvo in živalstvo
Barje Studenčište, ki je habitat za najrazličnejše vrste, skriva rastlinstvo in živalstvo, ki se bistveno razlikujeta od tistih v Ohridskem jezeru, ki je eno najbolj biološko raznovrstnih celinskih voda na Zemlji. Posledično močvirje pomembno prispeva k biološki, ekosistemski in habitatni pestrosti Ohridske regije, ki je del Unescove svetovne dediščine zaradi izjemne univerzalne vrednosti svoje narave.
Zgodovinsko gledano je bilo močvirje Studenčište eno najpomembnejših gnezdišč ptic v Ohridskem jezeru in drstitvenih lokacij ciprinidnih rib, čeprav je bil velik del tega pomena v zadnjih letih izgubljen zaradi vrste antropogenih pritiskov. Kljub temu, da na Studenčištu gnezdi veliko manj ptic kot v prejšnjih časih, se njegova ptičja favna še vedno ponaša z 79 vrstami, kanal Studenčište, ki označuje severno mejo mokrišča, pa še vedno naseljuje 17 vrst rib, med drugim več, ki so endemične za Ohridsko regijo.
Med najmanj devetimi vrstami dvoživk, ki jih lahko najdemo na tem območju, sta omembe vredni Triturus macedonicus in hribski urh (Bombina variegata). Favna plazilcev in sesalcev je premalo raziskana, čeprav so v prvi kategoriji potrjene evropska ribniška želva in tri vrste kač, v drugi pa vidra, lisica, kuna belica in evropski dihur. Studenčište je verjetno dom več vrst glodavcev in netopirjev, vendar natančnih podatkov ni.
Med nevretenčarji je barje Studenčište in njegove okoliške obalne vode 16 % polžev, 20 % tricladida (črvi), 35 % maloščetincev (Oligochaeta) in 22,5 % chironomidae (trzače), ki jih najdemo v Ohridskem jezeru, medtem ko 9 taksonov črvov mokrišča vključujejo več, ki so endemične za obalne izvire Ohridskega jezera. Hrošči, ena redkih žuželk, ki so bile podrobno raziskane, se pojavljajo v 39 različnih sortah, od katerih nekatere niso bile zabeležene nikjer drugje v Severni Makedoniji, biološko raznovrstnost pa še povečuje 34 vrst kačjih pastirjev, 19 % ki so značilni za južno Evropo.
Kar zadeva rastline, Studenčište podpira široko paleto habitatov, vključno z alkalnimi močvirji in barji ter polnaravnimi vlažnimi travniki. Alkalne barja imajo višje ravni hranilnih snovi, kar spodbuja večjo rastlinsko in živalsko raznolikost. Rezultat je flora, ki prikazuje 50 % celotne raznolikosti rastlinskih združenj, zabeleženih za močvirja v Severni Makedoniji. Poleg tega je na lokaciji zabeleženih deset redkih in reliktnih vrst, kar kaže, da ima zavetniške lastnosti za mokriščno floro. Polovica teh je zdaj domnevno iztrebljena z lokacije, vendar lahko drugi, kot je Carex elata, ponudijo vir za sanacijo drugih degradiranih mokrišč v Severni Makedoniji. Pomemben sestavni del flore so tudi nacionalno ranljive in ogrožene vrste po merilih IUCN, kot sta vodni orešek (Trapa natans)  in plavajoči plavček (Salvinia natans).
Nedavno so v Studenčištu odkrili pomembne populacije endemičnih vrst diatomej, vključno z vrstami, za katere se domneva, da so nove v znanosti.

## Vloga ekosistema
Koristi barja Studenčište za lokalno regijo presegajo zagotavljanje habitatov za biotsko raznovrstnost. Njegova 5 metrov globoka šotišča, ki so se kopičila več kot 5000 let, zagotavljajo shranjevanje ogljika, njegova funkcija naravnega filtra pa preprečuje vstop hranilnim snovem v Ohridsko jezero in s tem varuje pred evtrofikacijo. To je pomembno zaradi raziskovalnih možnosti, ki jih ponuja edinstven ekosistem Ohridskega jezera, ki je odvisen od njegovih zelo specifičnih vodnih razmer. Barje Studenčište je v preteklih letih kot lokacija za drstenje rib dodatno prispevalo k ribištvu Ohridskega jezera, čeprav je bila ta funkcija do sedaj močno osiromašena. Mokrišča delujejo tudi kot naravni blažilec poplav.

## Grožnje
Velik del prejšnje površine barja Studenčište je bil spremenjen v kmetijska zemljišča, ceste ali stavbe. Dodatno ga je degradirala obsežna gradnja turističnih objektov. Več kanalov, ki so ga nekoč povezovali z Ohridskim jezerom, je porušenih. Urbanizacija plaž je povzročila izčrpavanje pasov trstike. Poleg tega so bile na mokriščih odložene velike količine gradbenih odpadkov, ki pokrivajo šest hektarjev. Posledično je bila njegova sposobnost zavetja in gojenja ribjih populacij skoraj popolnoma izgubljena, poleg tega da je imelo velik pomen za ptice.
Sprememba Generalnega urbanističnega načrta mesta Ohrid 2014-2024 je predvidevala skoraj popolno izsušitev območja in zamenjavo s turističnimi nastanitvenimi objekti, rekreacijskimi objekti, marino in športnim centrom. Te namere so vzbudile mednarodno pozornost  in leta 2015 ustanovitev državljanske iniciative Ohrid SOS, ki je nastala v nasprotju z načrti. O tem vprašanju so se izrekle tudi svetovne znanstvene organizacije, kot sta Society of Wetland Scientists (SWS)  in International Society of Limnology (SIL).
Leta 2017 so bili predlogi za izsuševanje in razvoj Studenčište zavrnjeni, čeprav načrti lokalne vlade za marino še vedno niso pojasnjeni.

## Status zaščite
Razglasitev barja Studenčište za zaščiteno naravno območje se predlaga že desetletja, čeprav na državni ravni še nikoli ni bilo dokončano. Strokovna študija o mokriščih je predlagala, da bi območje v velikosti 63,97 ha v letu 2012 prejelo status spomenika narave (III. kategorija).
Vendar pa je valorizacija iz leta 2020, izvedena kot del zakonsko zahtevanega postopka za vzpostavitev zavarovanega območja na Studenčištu, zmanjšala predvideno varstveno kategorijo na Naravni park (IUCN kategorija IV), ki za razliko od spomenika narave ne bi zahteval varovalni pas po makedonski zakonodaji. V primerjavi s predlogom iz leta 2012 predvideva tudi sklenitev splošnih meja na 60,23 hektarja ter zmanjšanje notranjih con strogega varovanja in con aktivnega upravljanja na samo 34 % površine.
Predlog Ohridskega SOS-a, ki ga je podprlo Društvo znanstvenikov o mokriščih, da se močvirje Studenčište in Ohridsko jezero zaprosi za razglasitev za mokrišče mednarodnega pomena v skladu z Ramsarsko konvencijo , je bil leta 2017 predložen makedonski vladi. Na njeni 60. seji 20. marca 2018 je vlada sprejela odločitev, da nadaljuje z nominacijo Studenčišta za spomenik narave (IUCN kategorija III) in za Ramsarsko območje (ob Ohridskem jezeru). Ramsarski status je bil potrjen februarja 2021,vendar mokrišče še vedno ni razglašeno za zavarovano območje na nacionalni ravni.

## Deklaracija o varstvu ekosistema Ohridskega jezera
Deklaracija o zaščiti ekosistema Ohridskega jezera, ki jo je 45 prisotnih članov Society of Wetland Scientists Europe soglasno sprejelo na svojem 13. letnem srečanju od 30. aprila do 4. maja 2018, se posebej sklicuje na kritičen pomen Barja Studenčište za njegovo sestava in redkost vrst, nemotene plasti šote in ekosistemske storitve. Poziva k nujnemu akcijskemu načrtu za zaščito in oživitev mokrišča z dolgoročnim ciljem ponovnega vlaženja kmetijskih površin.